# Минкесер
Минкесер (каз. Меңкесер) — село в Мамлютском районе Северо-Казахстанской области Казахстана. Входит в состав Новомихайловского сельского округа. Код КАТО — 595247300.

## Географическое положение
В 3 км к югу от села расположено озеро Мангисер. 
В 53 км к юго-западу находится районный центр Мамлютка.
В 101 км к юго-западу находится город Петропавловск.

## Население
В 1999 году население села составляло 980 человек (486 мужчины и 494 женщины). По данным переписи 2009 года в селе проживало 889 человек (462 мужчины и 427 женщин).